# Valeriana protenta
Valeriana protenta är en kaprifolväxtart som beskrevs av B. Eriksen. Valeriana protenta ingår i släktet vänderötter, och familjen kaprifolväxter. Inga underarter finns listade i Catalogue of Life.